# Kobra królewska
Kobra królewska (Ophiophagus hannah) – gatunek jadowitego węża z rodziny zdradnicowatych (Elapidae). Jest największym z jadowitych węży, osiąga do 5,7 m długości i waży do 9 kg. Stosownie do rozmiarów wytwarza dużą ilość silnego jadu, typowego dla kobr. Świetnie pływa i wspina się po drzewach.

## Występowanie i biotop
Jej siedliskiem są gęste górskie lasy oraz bambusowe dżungle, lubi także osiedlać się opodal strumieni i bajorek. Występuje na obszarze Bangladeszu, Mjanmy, Kambodży, Indii, Indonezji, Laosu, Nepalu, Bhutanu, Tajlandii, Wietnamu, zachodniej Malezji, Singapuru, południowych Chin i Filipin, a także w Brunei.

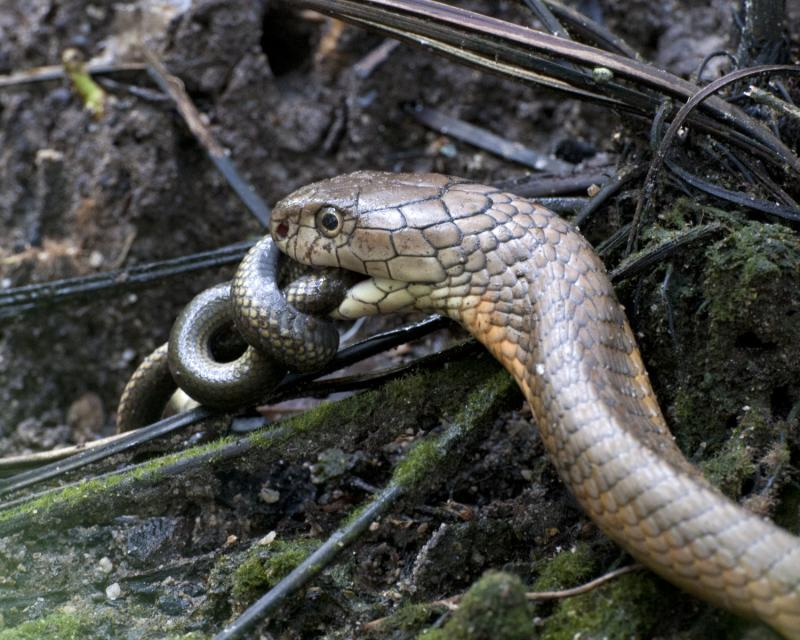
Kobra połykająca zdobycz

## Taksonomia
Gatunek po raz pierwszy naukowo opisał w 1836 roku duński zoolog Theodore Cantor, nadając mu nazwę Hamadryas hannah. Jako miejsce odłowu okazów typowych Cantor wskazał „Sunderbun” (tj. Sunderbans, Bengal Zachodni, wschodnie Indie) i „dżunglę niedaleko Kalkuty”. Wszystkie te okazy zaginęły, dlatego w 2024 roku wyznaczono neotyp.

### Etymologia
Nazwa rodzajowa: gr. οφιοφαγος ophiophagos – „jedzący węże”, od οφις ophis, οφεως opheōs – „wąż”; -φαγος -phagos – „jedzący”, od φαγειν phagein – „jeść”. Epitet gatunkowy pochodzi od nazwy nimf mieszkających na drzewach w mitologii greckiej (ze względu na nadrzewny styl życia kobry królewskiej).

## Pożywienie
Żywi się przeważnie wężami. Potrafi zjeść nawet węże własnego gatunku. Je także inne zwierzęta np. szczury, myszy.

## Rozród
Samica po zniesieniu jaj przykrywa je opadłymi liśćmi i rozmaitymi odpadami. Potem opiekuje się nimi, owinięta wokół gniazda. Wykazuje w tym czasie bardzo dużą agresję i jest niebezpieczna dla przechodzących w pobliżu zwierząt i ludzi. Niedługo przed wykluciem młodych, matka opuszcza gniazdo, aby nie ulec pokusie zjedzenia własnego potomstwa.

## Jad
Jad wydzielany jest przez parzyste gruczoły znajdujące się po bokach głowy, które są łączone z zębami jadowymi za pomocą kanalików. Wstrzykiwanie jadu do ciała ofiary odbywa się poprzez skurcz mięśni otaczających gruczoły. Kobra nie zawsze używa jadu – jest dla niej bardzo cenny, czasami więc kąsając, nie aplikuje trucizny. Takie przypadki zdarzają się jednak rzadko i nazywane są „suchymi ukąszeniami”.
Jednym ukąszeniem potrafi nawet zabić dorosłego słonia (śmierć następuje po 3 godzinach). Człowiek, który został zaatakowany, przy braku pomocy medycznej może umrzeć w ciągu kwadransa. Śmierć następuje w wyniku porażenia mięśni oddechowych. Ból odczuwany w przypadku dostania się jadu do organizmu może nastąpić po fakcie samego ukąszenia, ze względu na opóźnioną reakcję komórek. Kobra królewska przejawia dużą napastliwość i jest znacznie agresywniejsza od innych kobr.
Jad kobry królewskiej nie zabija przedstawicieli własnego gatunku, spowodowane jest to wrodzoną odpornością.

## Status zagrożenia
W Czerwonej księdze gatunków zagrożonych Międzynarodowej Unii Ochrony Przyrody kobra królewska od 2010 roku klasyfikowana jest jako gatunek narażony (VU, ang. Vulnerable).
Jest gatunkiem rzadkim i z kolejnymi latami jej liczebność maleje.
Ze względu na to, iż kobra królewska jest w swojej faunie niemalże na szczycie łańcucha pokarmowego, zagrożenia wynikające z agresji innych zwierząt są bardzo małe. Obecnie największym zagrożeniem dla tego węża jest działalność człowieka – wiele z tych gadów ginie pod kołami samochodów. Inną przyczyną coraz niższej liczebności kobry królewskiej jest niszczenie jej naturalnego środowiska.